# Trust (альбом Бони Джеймса)
Trust (рус. Доверие) — дебютный альбом американского саксофониста Бони Джеймса, выпущенный в 1992 году на лейбле Warner Brothers Records.

## Об альбоме
Скотт Яноу из Allmusic в своем обзоре альбома признал, что диск приятен для прослушивания, но лишь в небольших дозах. Он отметил влияние саксофониста Грувера Вашингтона на написание композиций и на творчество Бони Джеймса в целом. Достоинством альбома, по мнению обозревателя, стали искренние и проникновенные песни, но большим недостатком пластинки является однообразность мелодий и отсутствие какой-либо индивидуальности, из-за чего, после четырехминутного прослушивания альбома создаётся впечатление, что однотипность будет продолжаться ещё целых сорок минут.
По данным сайта Discogs, в США Trust был издан исключительно на компакт-диске (CD).

## Список композиций
| №  | Название                      | Автор(ы)                                  | Длительность |
| -- | ----------------------------- | ----------------------------------------- | ------------ |
| 1. | «It's a Beautiful Thing»      | Пол Браун, Джефф Каррутерс, Бони Джеймс   | 5:05         |
| 2. | «Roadrunner»                  | Джим Оппенгейм                            | 4:14         |
| 3. | «Lily»                        | Леон Бисквера, Оппенгейм                  | 5:36         |
| 4. | «Kyoto»                       | Браун, Каррутерс, Марк Грегори, Оппенгейм | 5:16         |
| 5. | «Another Place, Another Time» | Браун, Каррутерс, Джеймс                  | 5:12         |
| 6. | «Creepin'»                    | Стиви Уандер                              | 3:39         |
| 7. | «Personal Touch»              | Браун, Джеймс                             | 4:34         |
| 8. | «Trust»                       | Браун, Каррутерс, Грегори, Оппенгейм      | 4:41         |
| 9. | «Metropolis»                  | Браун, Каррутерс, Грегори, Оппенгейм      | 4:36         |

## Участники записи
- Бони Джеймс — альт и сопрано-саксофоны, клавишные
- Оскар Брешер — труба
- Толлак Олестед — губная гармоника
- Джефф Каррутерс, Дэвид Торкановски, Леон Бисквера — клавиши
- Аллен Хиндс, Пол Джексон, Маркос Лоя — гитара
- Роберто Вэлли, Фредди Вашингтон — бас-гитара
- Карлос Вега — ударные
- Ленни Кастрио — перкуссия